# راگنار اسکانوکر
راگنار اسکانوکر (انگلیسی: Ragnar Skanåker؛ زادهٔ ۸ ژوئن ۱۹۳۴) تیرانداز اهل سوئد بود.
وی در مسابقات کشوری و بین‌المللی در مجموع برندهٔ ۱ مدال طلا، ۲ مدال نقره، ۱ مدال برنز شده‌است.